# Rinaldo Camaioni
Rinaldo Camaioni (Ascoli Piceno, 16 luglio 1940 – Buttigliera Alta, 15 giugno 2019) è stato un triplista e dirigente d'azienda italiano.

## Biografia
Fu due volte campione italiano assoluto nel salto triplo, ai campionati italiani del 1963 e del 1969. Tra il 1961 e il 1969 vestì otto volte la maglia della nazionale assoluta.
Lasciata l'atletica leggera divenne dirigente della FIAT e l'11 ottobre 1977 fu ferito durante un agguato delle Brigate Rosse a Torino.
Nel 2010 gli fu conferita la medaglia d'oro di vittima del terrorismo.

## Campionati nazionali
- 2 volte campione italiano assoluto del salto triplo (1963, 1969)

1963
- Oro ai campionati italiani assoluti, salto triplo - 15,68 m

1969
- Oro ai campionati italiani assoluti, salto triplo - 15,72 m